# Розсипненська сільська рада (Троїцький район)
| Розсипненська сільська рада — колишній орган місцевого самоврядування у Троїцькому районі Луганської області з адміністративним центром у с. Розсипне. Історична дата утворення: в 1918 році. Сільській раді підпорядковані населені пункти: - с. Розсипне - с. Шатківка |

## Склад ради
Рада складається з 12 депутатів та голови.

### Керівний склад ради
| ПІБ                    | Основні відомості                                                         | Дата обрання | Дата звільнення |
| ---------------------- | ------------------------------------------------------------------------- | ------------ | --------------- |
| Ягольник Ніна Іванівна | Сільський голова, 1962 року народження, освіта, член Партії регіонів      | 26.03.2006   | 31.10.2010      |
| Ягольник Ніна Іванівна | Сільський голова, 1962 року народження, освіта вища, член Партії регіонів | 31.10.2010   |                 |

Примітка: таблиця складена за даними джерела